# Mancoa
Mancoa là chi thực vật có hoa trong họ Cải.